# Haplostylus parerythraeus
Haplostylus parerythraeus is een aasgarnalensoort uit de familie van de Mysidae. De wetenschappelijke naam van de soort is voor het eerst geldig gepubliceerd in 1944 door Nouvel.